# Ameriški brancin
Ameriški brancin (znanstveno ime Morone americana) je riba iz družine brancinov, ki je razširjena po Severni Ameriki.

## Opis
Amriški brancin je po hrbtu temne barve, boki in trebuh pa so srebrno bele barve. Obarvanost hrbta je odvisna od velikosti in življenjskega okolja posamezne ribe. Odrasle živali lahko dosežejo do 50 cm v dolžino in lahko tehtajo do 2,2 kg.
Amriški brancin ima najraje brakični pas, lahko pa živi v sladki in slani vodi. Razširjen je v Reki svetega Lovrenca, Ontarijskem jezeru, na jugu do reke Pee Dee v Severni Karolini, na vzhodu pa vse do voda Nove Škotske.
Komercialno ga lovijo v spodnjih velikih jezerih in v zalivu Chesapeake. Meso teh rib je okusno in je surovo rožnate barve, kuhano pa postane povsem belo. V škrgah teh rib pogosto najdejo zajedavce Lironeca ovalis, ki naj bi zavirali rast teh rib.

## Razmnoževanje in prehrana
Ameriški brancin se prehranjuje z ikrami ostalih ribjih vrst, občasno pa odrasli brancini lovijo tudi ribe in rake ter nekatere vrste nevretenčarjev.
Samice ameriškega brancina med drstjo odložijo do 140.000 iker, ki jih oplodijo različni samci. Maldice se izležejo šest dni po oploditvi.
V reki Hudson je bil ameriški brancin že na robu preživetja, danes pa se tam populacija počasni obnavlja. Tudi sicer v nekaterih ameriških zveznih državah veljajo strogi varstveni zakoni za to ribjo vrsto.